# ۹ اسفند
۹ اسفند سیصد و چهل و پنجمین روز سال در گاه‌شماری خورشیدی است. به پایان سال ۲۰ روز (۲۱ روز در سال کبیسه) باقی‌است.

## رویدادها
- ۱۳۳۱ ‐ توطئه ترور محمد مصدق[۱]

## زادروزها
- ۱۳۲۲ - سعید پورصمیمی، بازیگر
- ۱۳۴۰ - امیرعلی حاجی‌زاده، فرمانده نیروی هوافضای سپاه پاسداران انقلاب اسلامی
- ۱۳۵۲ - مهران احمدی، بازیگر

## درگذشت‌ها
- ۱۳۰۸ - احمدشاه، هفتمین شاه ایران از دودمان قاجار[۲]
- ۱۳۵۴ - مجید وفادار، موسیقی‌دان
- ۱۳۶۱ - منیر وکیلی، خواننده
- ۱۳۷۰ - تقی ظهوری، بازیگر
- ۱۳۸۹ - مهری ودادیان، بازیگر
- ۱۳۹۳ - علیرضا توسلی، فرمانده لشکر فاطمیون
- ۱۳۹۹ - نوذر آزادی، بازیگر
- ۱۴۰۱ - پیروز، فرزند ایران و نماد یوزپلنگ آسیایی
- ۱۴۰۱ - سید جواد طباطبایی، معاون پژوهشی دانشکده حقوق و علوم سیاسی دانشگاه تهران

## مناسبت‌ها
- روز ملی حمایت از حقوق مصرف‌کنندگان[۳]